# واکنش برگشت‌پذیر
واکنش برگشت‌پذیر(به انگلیسی: Reversible reaction) واکنشی است که در آن، واکنش‌دهنده‌ها محصولاتی را ایجاد می‌کنند که می‌توانند با واکنش با یکدیگر، دوباره واکنش‌دهنده‌ها را به وجود آورند.
{\displaystyle {\ce {{{\mathit {a}}A}+{\mathit {b}}B<=>{{\mathit {c}}C}+{\mathit {d}}D}}}
واکنش A و B باعث تشکیل C و D می‌شود. در واکنش برگشتی، C و D باعث تشکیل A و B می‌شوند. این پدیده با فرایند برگشت‌پذیر در ترمودینامیک متفاوت است.
اسیدها و بازهای ضعیف، واکنش‌های برگشت‌پذیر انجام می‌دهند. برای نمونه کربنیک اسید:
H2CO3 (l) + H2O(l) ⇌ HCO−3 (aq) + H3O+(aq)
.
غلظت واکنش‌دهنده‌ها و محصولات یک تعادل شیمیایی بر پایه غلظت‌های عوامل واکنش (A و B یا C و D) و ثابت تعادل K تعیین می‌شود. اندازهٔ ثابت تعادل وابسته به تغییرات انرژی آزاد گینس در واکنش است. هنگامی که تغییر انرژی آزاد زیاد باشد (بیش از ۳۰ کیلوژول بر مول)، ثابت واکنش بزرگ (بیش از ۱۰۰۰) خواهد بود و غلظت واکنش‌دهنده‌ها در تعادل بسیار اندک است. گاهی چنین واکنشی را واکنش برگشت‌ناپذیر می‌خوانند؛ هرچند در واقع بخش کوچکی از واکنش‌دهنده‌ها هنوز در سیستم واکنشی وجود دارند. یک واکنش شیمیایی کاملاً برگشت‌ناپذیر، معمولاً هنگامی حاصل می‌شود که یکی از محصولات از سیستم واکنش خارج شود. برای نمونه، کربن دی‌اکسید در واکنش زیر، از سیستم خارج می‌شود:
Ca CO3 + 2HCl → CaCl2 + H2O + CO2↑
الگو:توضیحات بالا همش الکیه

## تاریخچه
نخستین بار برتوله در سال ۱۸۰۳ مفهوم واکنش برگشت‌پذیر را معرفی کرد. او تشکیل بلورهای سدیم کربنات را در لبهٔ دریاچهٔ شور (یکی از دریاچه‌های ناترونی مصر در سنگ آهک) مشاهده کرد:
2NaCl + CaCO3 → Na2CO3 + CaCl2
او این واکنش را به عنوان وارون واکنش آشنای زیر تأیید کرد:
Na2CO3 + CaCl2→ 2NaCl + CaCO3
تا آن هنگام، چنین پنداشته می‌شد که واکنش‌های شیمیایی همواره در یک راستا پیش می‌روند. برتوله چنین استدلال کرد که نمک اضافی درون دریاچه، تعادل را به سوی واکنش بازگشتی سوق می‌دهد.
واگ و گلدبرگ در سال ۱۸۶۴ قانون واکنش جرمی خود را منتشر کردند. این قانون مشاهدهٔ برتوله را کمی‌سازی کرد. لوشاتلیه و براون بین سال‌های ۱۸۸۴ و ۱۸۸۸، اصل لوشاتلیه را ارائه کردند. این اصل، همان ایده را به توصیفی عمومی‌تر دربارهٔ اثرات عواملی جز غلظت در وضعیت تعادل، بسط داد.